# Opgespoten terrein

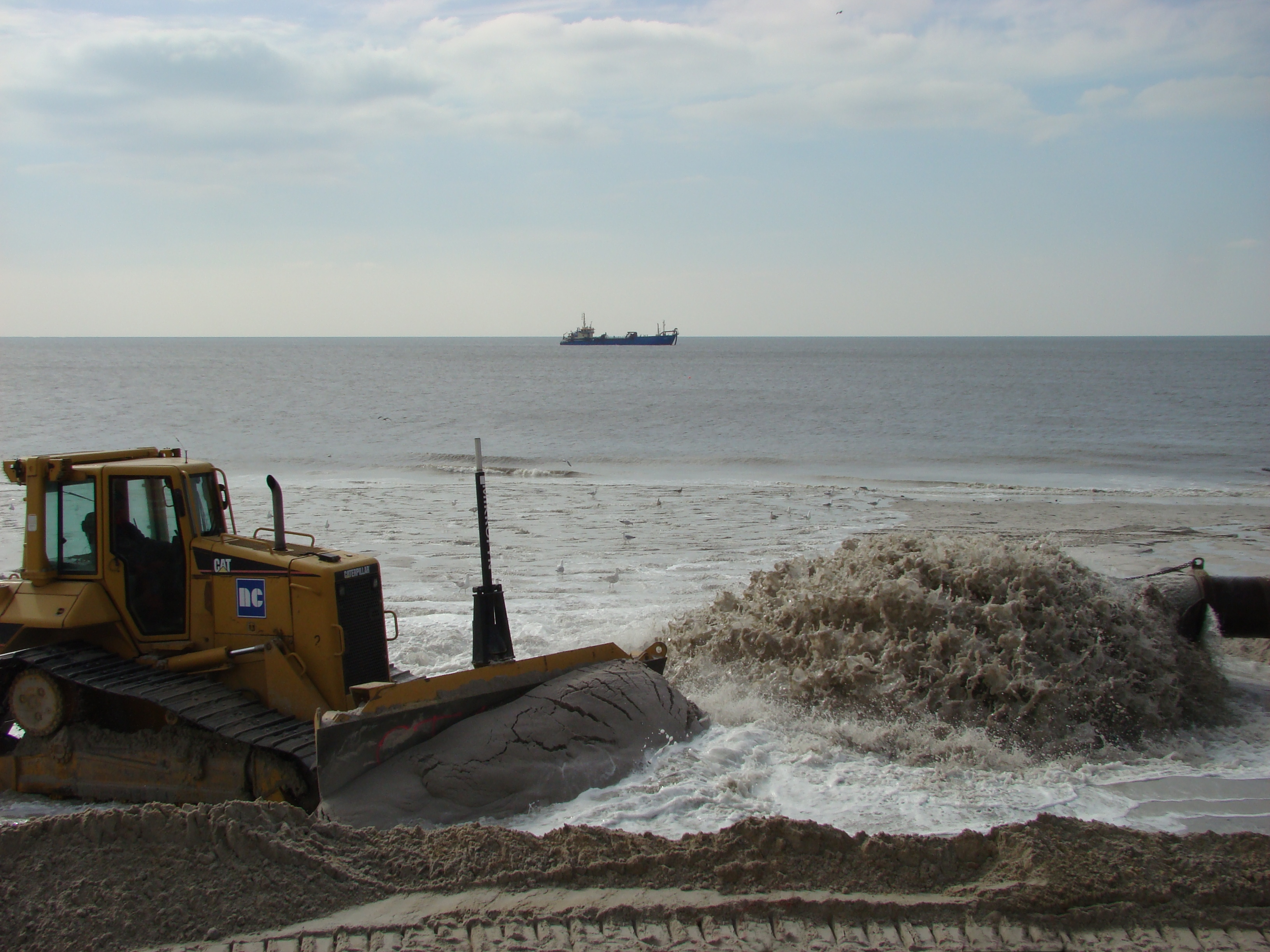
Opspuiten van een strand op het Noord-Friese waddeneiland Sylt.

Een opgespoten terrein (ook wel spuitterrein of opgehoogd land genoemd) is een stuk land dat is opgehoogd met zand dat uit een zuigput is opgezogen. Het aldus gewonnen zand is te beschouwen als een delfstof.
Vooral in westelijk Nederland ligt veel land te laag ten opzichte van het grondwaterpeil om geschikt te zijn voor bebouwing. Vaak is ook de grondsoort aan het maaiveld daarvoor niet geschikt. Om toch op dergelijke plaatsen te kunnen bouwen wordt het terrein met zand opgehoogd, veelal met zand dat door een cutterzuiger uit een bestaande of daarvoor aangelegde plas wordt opgezogen. Het zand wordt met water verzadigd door ijzeren persleidingen getransporteerd en ter plekke op het land gespoten. De ophooglaag kan van enkele decimeters tot enkele meters dik zijn.

## Winplaatsen
Het zand wordt veelal gewonnen uit laat pleistocene en midden pleistocene afzettingen. Veel gebruikt zijn de zandige afzettingen uit de formaties van Beegden, Kreftenheye, Drenthe, Sterksel, de Eem Formatie, etc. Geschikte plaatsen worden met behulp van geologisch onderzoek opgespoord. Er zijn door heel Nederland verspreid zeer veel van deze kunstmatig gemaakte of verdiepte plassen. Tegenwoordig wordt ook veel zand in de Noordzee gewonnen. Dit zeezand dient eerst ontzilt te worden voordat het in het binnenland gebruikt kan worden. Voor veel van de werkzaamheden aan de kust, zoals de Maasvlakte en de vele kustsuppleties is deze ontzilting niet nodig.
Veel nieuwbouwwijken en industrieterreinen in het westen van Nederland zijn gebouwd op dergelijke terreinen. Het zand werd vaak zeer dichtbij gewonnen. Zo zijn de Westelijke Tuinsteden en het westelijk havengebied van Amsterdam gebouwd op, respectievelijk uitgediept met zand dat is opgezogen uit de Sloterplas, Nieuwe Meer, het Noordzeekanaal en de nieuwere Westelijke havens.

## Fossielen
Samen met het opgezogen zand komen de daarin aanwezige stenen en fossielen op de terreinen terecht. Omdat veel van dit materiaal verder alleen in monsters uit grondboringen gevonden kan worden, vormen deze terreinen een aanzienlijke aanvulling op de paleontologische kennis van bepaalde afzettingen. Weliswaar is het materiaal niet meer in situ aanwezig en is de stratigrafische betekenis beperkt, toch kunnen vaak conclusies over de ouderdom en andere bijzonderheden van het materiaal op een bepaalde plek getrokken worden. Omdat de hoeveelheid materiaal veel groter is dan wat er ooit uit boringen bekend kan worden is de aanvullende kennis toch belangrijk. Het is sterk afhankelijk van de plaats en de diepte welke fossielen er op een terrein aanwezig zijn. Het komt ook voor dat materiaal uit lagen van verschillende ouderdom gemengd op het terrein ligt.
Veel aangetroffen fossielen zijn mollusken en botten van gewervelde dieren, vooral van zoogdieren. Van oudsher wordt er op deze terreinen door amateurpaleontologen naar fossielen gezocht. De kennis van de molluskenfauna zoals die tijdens het Eemien in Nederland aanwezig was, is aanzienlijk uitgebreid door deze activiteiten. Hetzelfde geldt, in iets mindere mate voor de pleistocene zoogdierfauna. Veel van de leden van de Werkgroep Pleistocene Zoogdieren houden zich hiermee bezig en materiaal uit zuigputten wordt zelfs als studiemateriaal aan de universiteiten en musea gebruikt.

## Archeologische vondsten
In veel mindere mate worden ook archeologische vondsten gedaan. Er zijn van verschillende plaatsen vuurstenen en benen werktuigen en aardewerkresten bekend.